# 盖斯特霍芬
盖斯特霍芬（德語：Gersthofen，發音：[ɡɛʁstˈhoːfn̩] ⓘ）是德国巴伐利亚州施瓦本行政区奥格斯堡县的城市，面积34.01平方千米，2023年12月31日人口为23,492人。